# Športski centar Ante Gotovina
Športski centar Ante Gotovina je kompleks športskih objekata u gradu Osijeku. Nalazi se na Bikari.
Do 2011. zvao se Športski centar Bikara.
U njemu svoje utakmice igra nogometni klub Metalac.
Nogometno igralište ima 1.000 mjesta, od kojih je 600 sjedećih.